# The Oval : Intrigues à la Maison Blanche
Pour l’article homonyme, voir The Oval.
The Oval est une série télévisée américaine créée par Tyler Perry et diffusée depuis le 23 octobre 2019 sur BET.
En France, la série est diffusée depuis [Quand ?] sur BET France. Néanmoins, elle reste inédite dans les autres pays francophones.

## Synopsis
La série suit le quotidien de la Maison-Blanche et le couple présidentiel composé du président Hunter Franklin et de la Première dame Victoria Franklin.

## Distribution

### Acteurs principaux
- Ed Quinn (VF : Cyrille Monge) : Hunter Franklin, le Président des États-Unis[3]
- Kron Moore (en) (VF : Claudine Grémy) : Victoria Franklin, Première dame des États-Unis[3]
- Paige Hurd : Gayle Franklin, la fille du couple présidentiel (saison 1, invitée saison 2)[3]
- Daniel Croix Henderson (VF : Vincent de Bouard) : Jason Franklin, le fils du couple présidentiel[3]
- Javon Johnson (VF : Lionel Henry (acteur)) : Richard Hallsen, le majordome[4]
- Ptosha Storey (en) : Nancy Hallsen, femme de Richard[4]
- Vaughn W. Hebron : Barry Hallsen, fils de Richard et Nancy[4](saisons 1-4)
- Teesha Renee : Sharon[4]
- Lodric Collins : Donald Winthrop, le chef du personnel de la Maison Blanche[4]
- Ciera Payton (en)  : Lilly Winthrop, femme de Donald Winthrop[4]
- Taja V. Simpson (en) (VF : Frédérique Marlot) : Priscilla Owen, employée superviseur de la Maison Blanche[4]
- Walter Fauntleroy : Sam Owen, Agent des Services Secrets[4]
- Brad Benedict : Kyle Flint, Agent des Services Secrets[4]
- Travis Cure (VF : Lionel Henry (acteur)) : Bobby[4]
- Matthew Law : Kareem Richardson, dirigeant d'une pharmacie (saisons 1-4, récurrent saison 5)
- Bill Barrett : Max Carter, Agent des Services Secrets (depuis la saison 2, récurrent saison 1)
- Derek A. Dixon : Dale (depuis la saison 2)[4]
- Nick Barrotta : Allan (depuis la saison 3, récurrent saisons 1 et 2)
- Kaye Singleton : Simone, la Seconde Dame des États-Unis (depuis la saison 3)[5]
- Russell Thomas : Eli, le Vice-président des États-Unis (depuis la saison 3)[5]

- Version française
  - Studio de doublage : MJM
  - Directrice artistique : Valérie Mors
  - Autres voix : Estelle Darazi, Cédric Lemaire, Fabrice Lelyon, Marina Frade, Kaïna Blada, Jérémy Zylberberg, Sandra Chartraire
  - Adaptation des dialogues : Claire Guillot

## Épisodes
| Saison | Saison | Nombre d'épisodes | Dates de diffusion originale | Dates de diffusion originale |
| Saison | Saison | Nombre d'épisodes | Début de saison              | Fin de saison                |
| ------ | ------ | ----------------- | ---------------------------- | ---------------------------- |
|        | 1      | 25                | 23 octobre 2019              | 22 juillet 2020              |
|        | 2      | 22                | 16 février 2021              | 14 septembre 2021            |
|        | 3      | 22                | 12 octobre 2021              | 22 mars 2022                 |
|        | 4      | 22                | 11 octobre 2022              | à venir                      |